# Palác patriarchů a chrám Dvanácti apoštolů
Palác patriarchů a chrám Dvanácti apoštolů (rusky Патриарший дворец и церковь Двенадцати апостолов) je komplex budov na území Moskevského kremlu, situovaný severně od chrámu Zesnutí přesvaté Bohorodice a zvonice Ivana Velikého. Výstavba proběhla v letech 1635–1656 ruskými mistry Antipem Konstantinovým a Baženem Ogurcovým na objednávku patriarchy Nikona. Chrám Dvanácti apoštolů s pěti věžemi byl zbudován na místě starého chrámu a části paláce Borise Godunova.

## Historie
Na místě současného Paláce patriarchů a chrámu Dvanácti apoštolů sídlili moskevští metropolité a patriarchové již od počátku 14. století, kdy se zde usídlil první metropolita kyjevský a vší Rusi Petr. Během dlouhých staletí byla kremelská sídla nejvyšších církevních představitelů mnohokrát budována, přestavována a bourána.
První kamenná stavba na tomto místě vznikla roku 1450 za metropolity Iony spolu s chrámem Uložení roucha přesvaté Bohorodice. Již roku 1473 však oba objekty vyhořely, a byly proto v letech 1484–1485 postaveny znovu. Požárů následovalo ještě několik a přestaveb ještě více – vždyť zde stále sídlily hlavy ruské pravoslavné církve (od roku 1589 patriarchové).
Současný komplex Paláce patriarchů a chrámu Dvanácti apoštolů však vzniknul až v letech 1652–1656 za patriarchy-reformátora Nikona, který se pustil do přestavby své rezidence se stejnou razancí jako do přestavby církve. Staré budovy, včetně chrámu Soloveckých divotvůrců, byly rozebrány a na jejich místě vznikla nová třípatrová obytná stavba s domácí kaplí svatého Filipa a metropolity Filipa.
Rozměry a přepychovým vybavením se Palác patriarchů mohl srovnávat s Těremským palácem, sídlem carů. Z interiéru Křížové komnaty, jejíž rozměrné prostory byly překlenuty bez sloupů, prý doslova oči přecházely. Když byl později Nikon souzen, Palác patriarchů sloužil jako důkaz jeho pýchy.

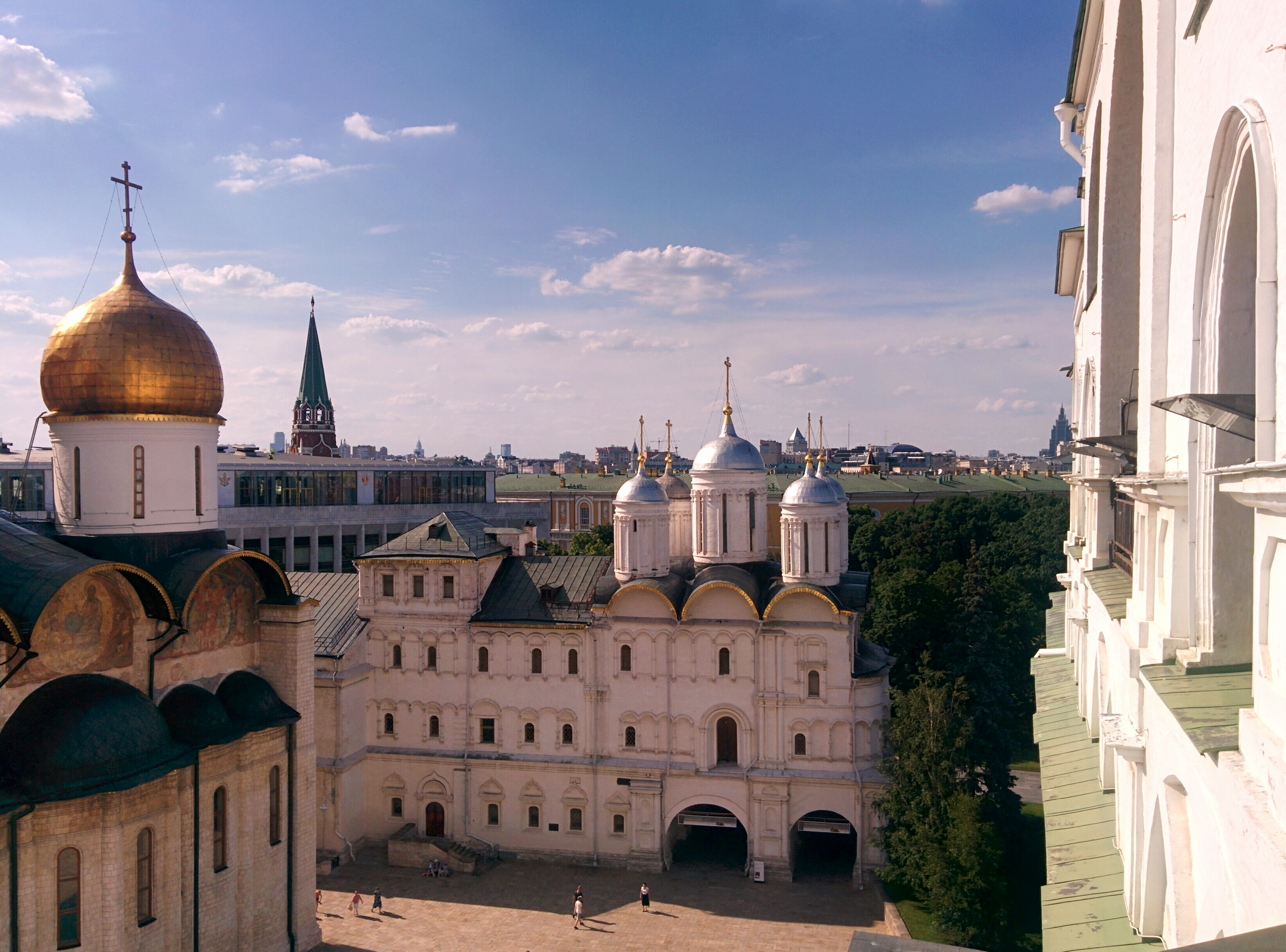
Pohled ze Zvonice Ivana Velikého

Objekt byl přestavován i v pozdějších dobách. V letech 1680–1681 byla domácí kaple přestavěna na chrám Dvanácti apoštolů. V něm potom patriarchové sloužili bohoslužby mimo velké svátky, kdy se ubírali do chrámu Zesnutí přesvaté Bohorodice.
Po zrušení patriarchátu roku 1721 se v prostorách Paláce patriarchů nacházel Moskevský synodální úřad. Chrám Dvanácti apoštolů byl rozdělen na dvě patra, přičemž ve vrchním byla umístěna knihovna. V tomto období došlo opět k řadě stavebních úprav, zejména v souvislosti s tříštinami ve zdech (tento problém sužoval stavbu prakticky celé 18. století).
Během revolučních bojů v listopadu 1917 byl chrám Dvanácti apoštolů a stěna jídelny poškozeny dělostřelbou. Roku 1918 byl objekt předán muzeu. Ve 20. letech potom byly provedeny restaurátorské práce, v rámci kterých byl ze zbouraného Kláštera Nanebevstoupení přemístěn do chrámu ikonostas ze 17. století. Zároveň byly obnoveny dva historické průjezdy pod chrámem. V roce 1961 bylo poprvé muzeum zpřístupněno veřejnosti, od roku 1967 zde byla stálá expozice umění 17. a 18. století.

Současnou náplň získalo muzeum v roce 1987. Jsou zde vystaveny umělecké předměty, původní náboženské a bytové předměty – osobní věci patriarchů a členů carské rodiny, vyšívané předměty, knihy, ikony, nádobí, šperky či hodinky.

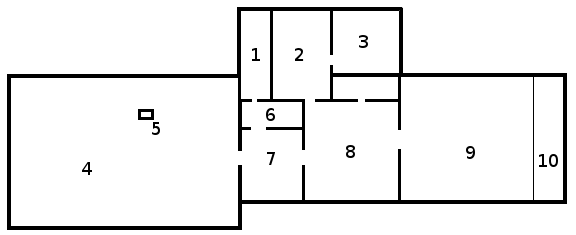
Zjednodušené schéma prvního nadzemního podlaží: 1 – schody, vchod; 2 – úřad (obytná místnost); 3 – úřad (pracovna); 4 – Křížová komnata; 5 – pec na přípravu myrhy; 6 – malé síně; 7 – parádní síně; 8 – jídelna; 9 – chrám Dvanácti apoštoů; 10 – ikonostas

## Architektura
Palác patriarchů dnes představuje dvou až třípatrovou budovu (v jednom místě se zachoval pozůstatek třetího patra, odstraněného kvůli statice), dekorativní fasádou obrácenou k jihu na Chrámové náměstí. Severní fasáda, obrácená kdysi do dvora, je skromnější. Nedílnou součástí budovy je i chrám Dvanácti apoštolů nad dvěma průjezdy. K severní fasádě je přistavěna galerie na podloubí.
V přízemí byly původně hospodářské prostory a patriarší úřady. Na prvním patře potom byly komnaty – parádní Křížová, Jídelní, úřední, slavnostní síně, jídelna a chrám Dvanácti apoštolů. Na druhém patře byly osobní pokoje patriarchy a domácí kaple apoštola Filipa.
Fasáda je zdobena pilastry u průjezdů, nad okny v přízemí frontony, na prvním a druhém patře arkaturou. Přízemí je od prvního patra odděleno výrazně vystupující římsou, což je charakteristické pro moskevskou architekturu 17. století. Chrámový portál z bílého kamene svědčí o tom, že budovu kdysi obkružovala galerie.

## Galerie

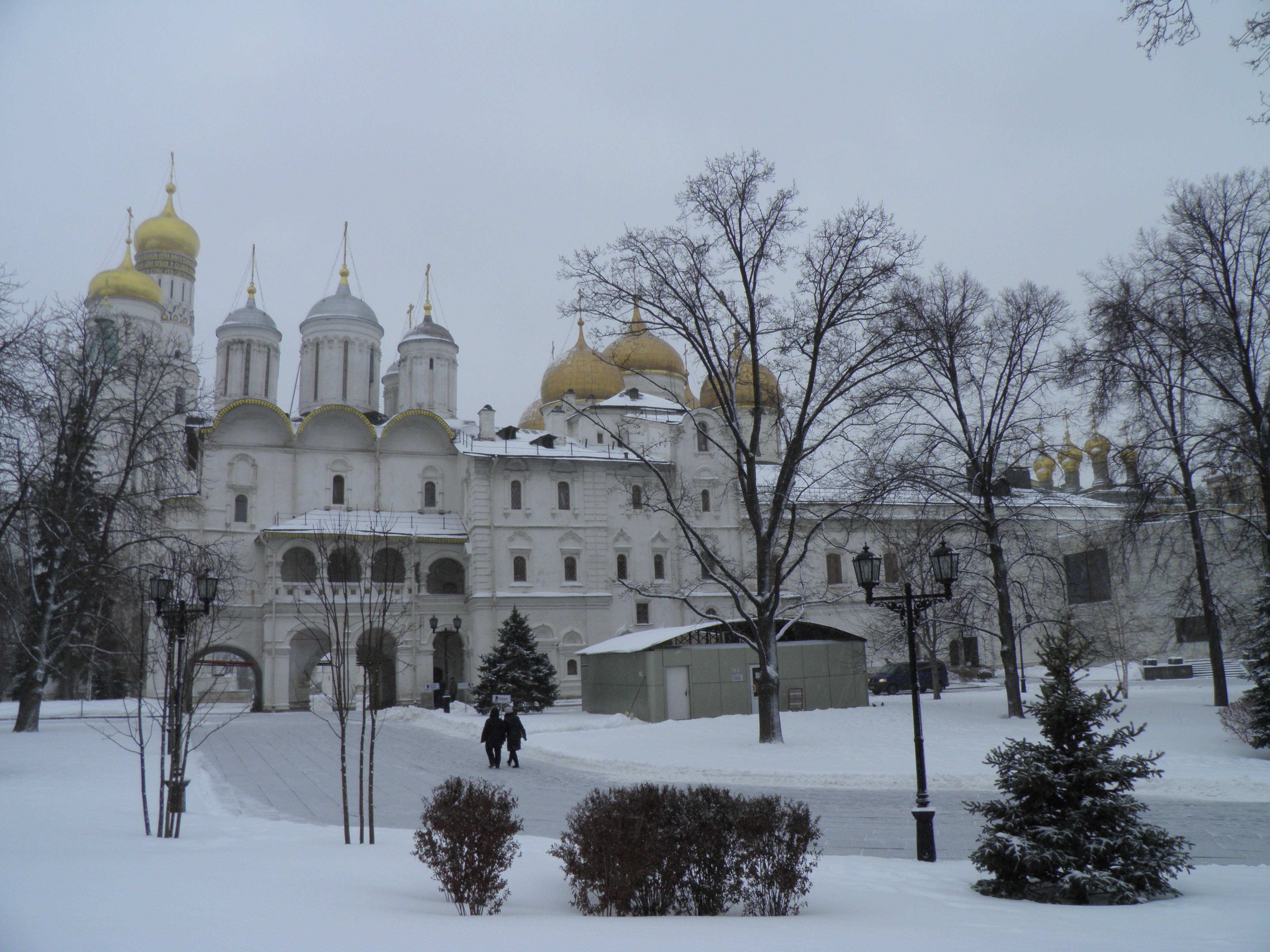
Zadní strana, nalevo chrám, napravo Palác patriarchů, na pozadí věže Chrámového náměstí
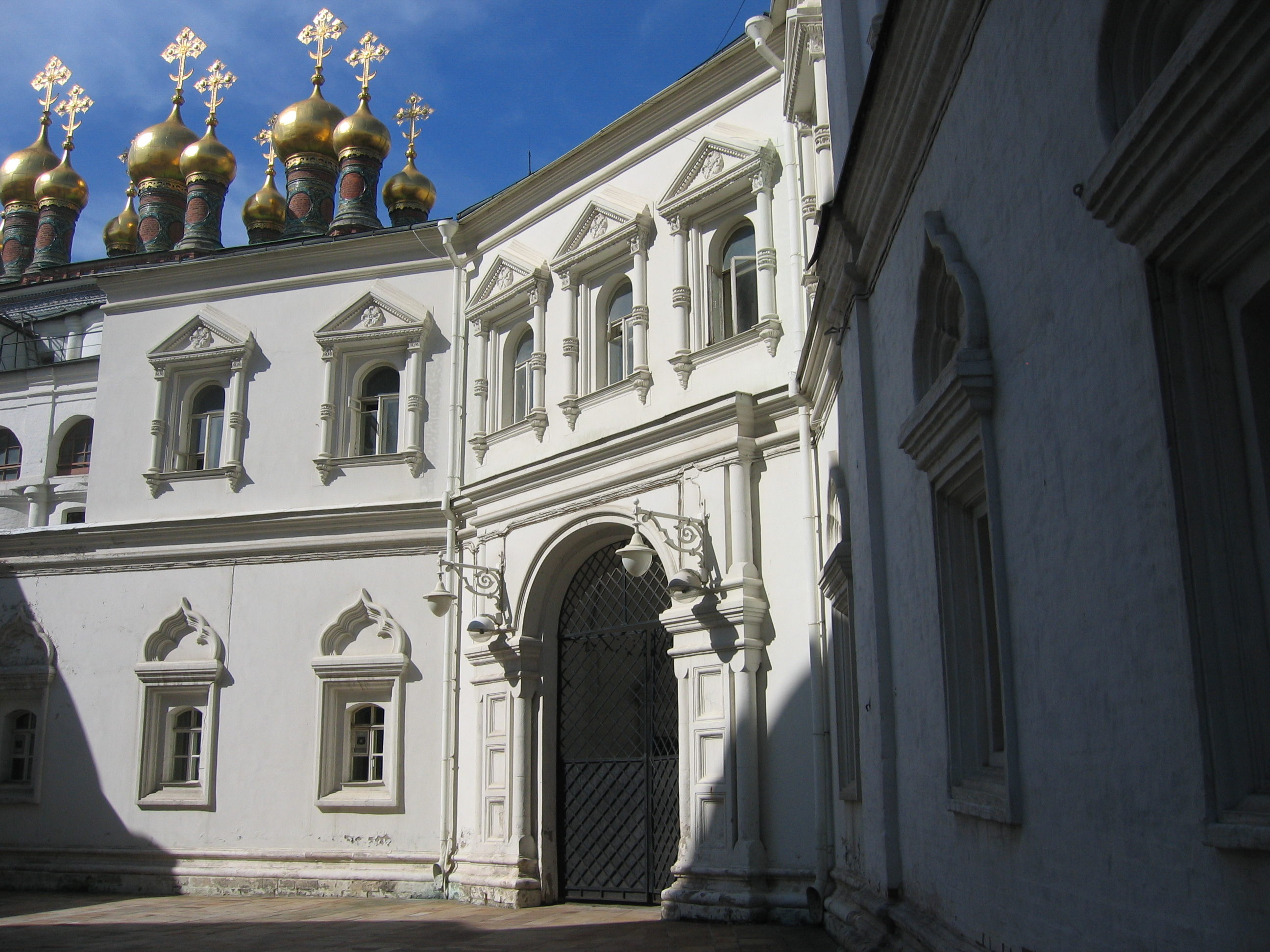
Detail fasády
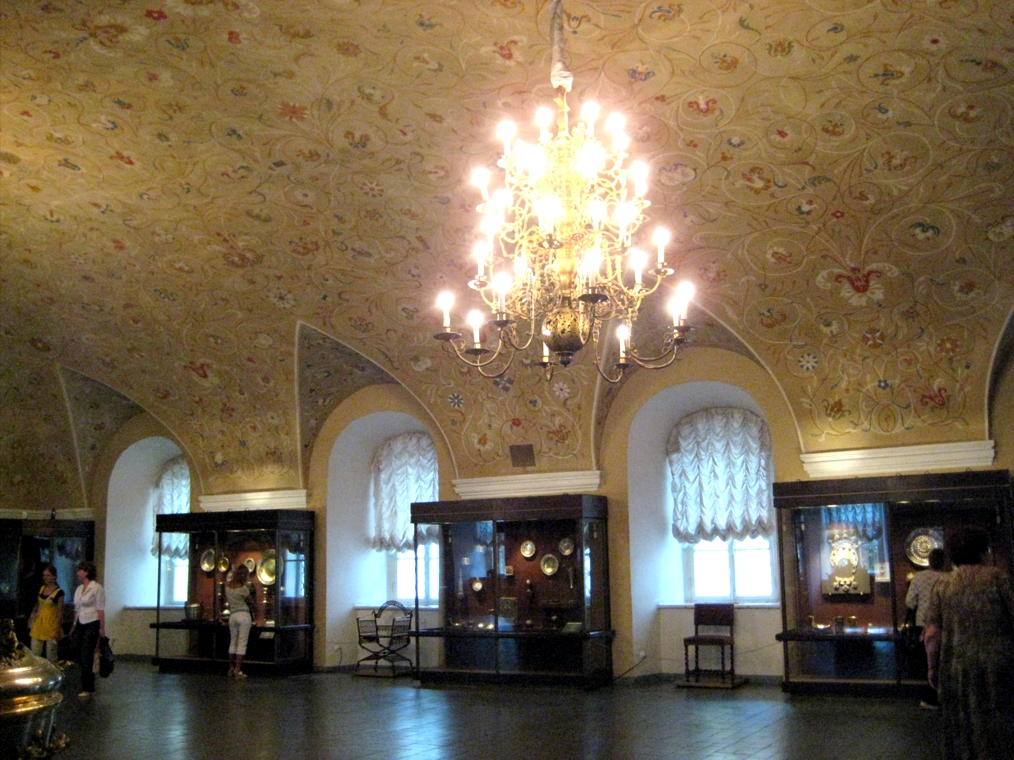
Křížová komnata
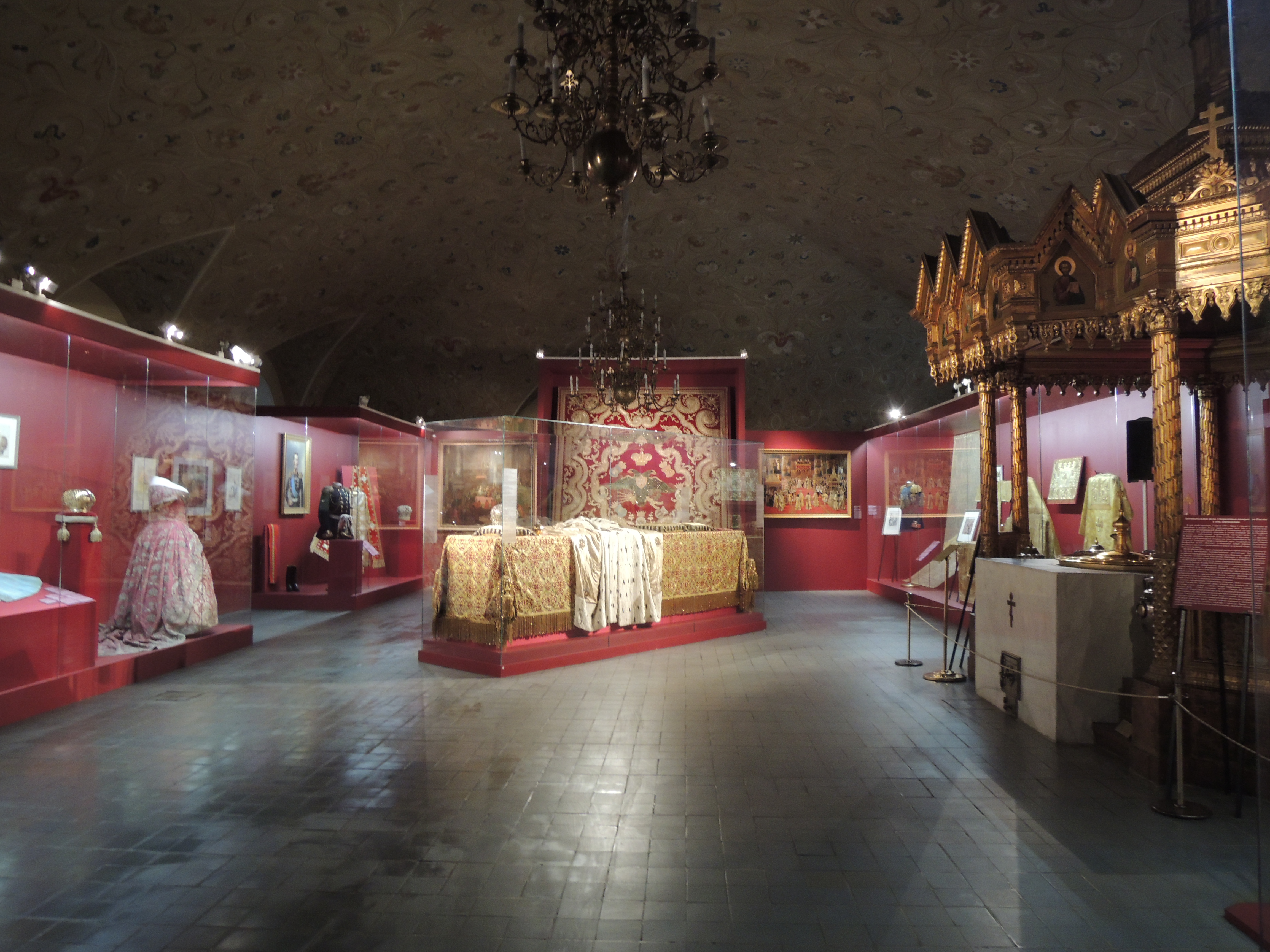
Expozice v Křížové komnatě
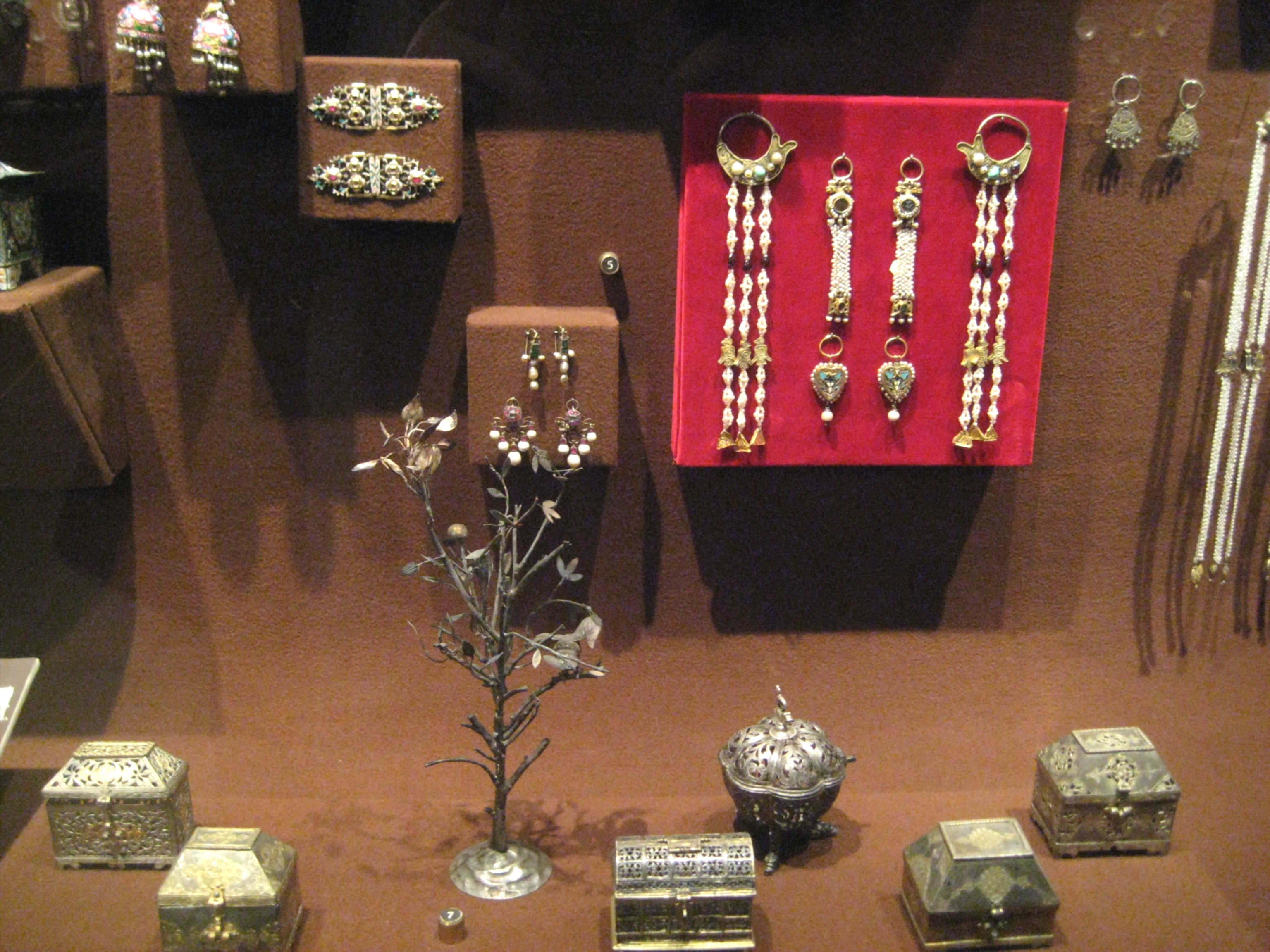
Vystavené cennosti
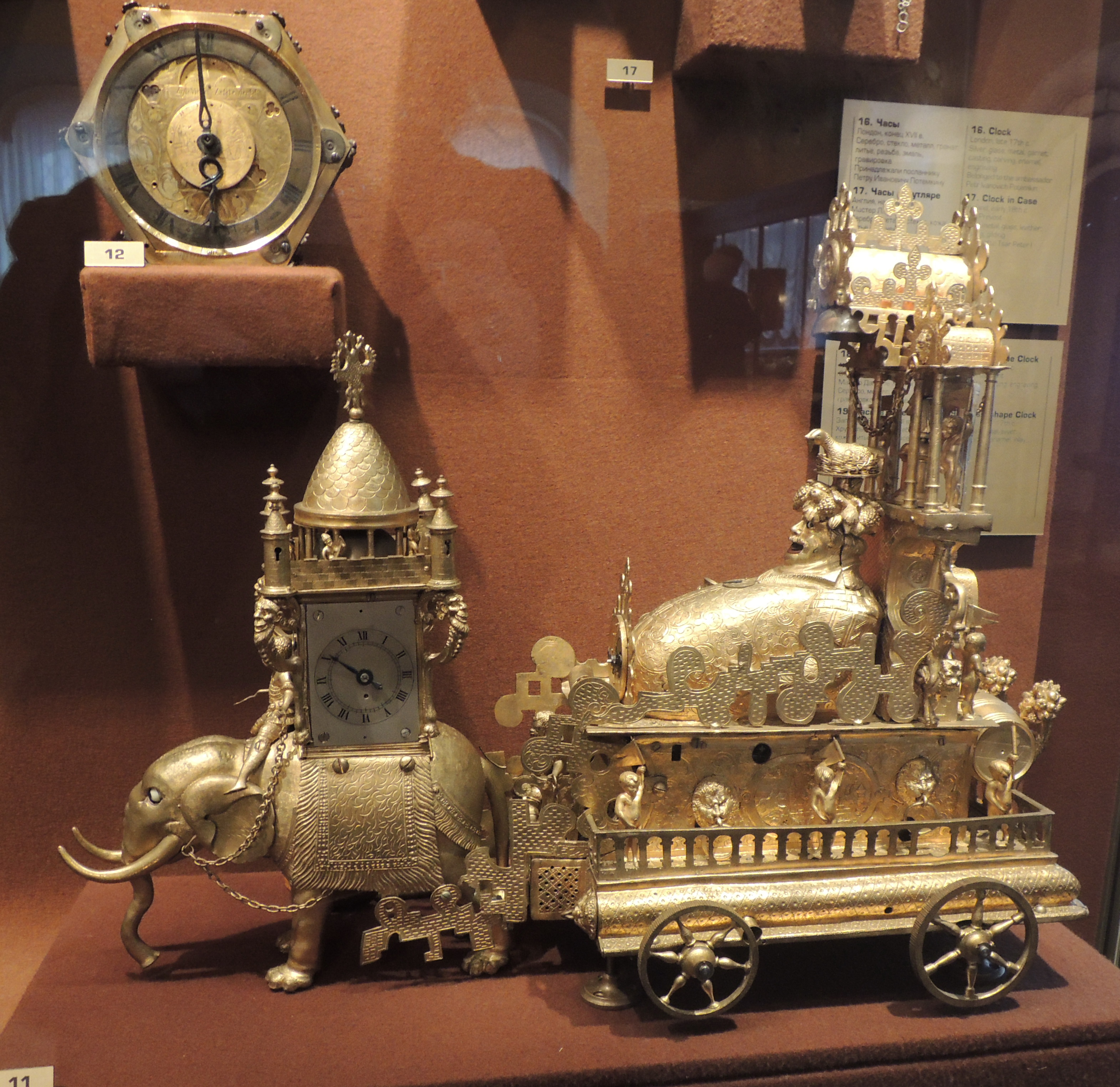
Vystavené hodiny
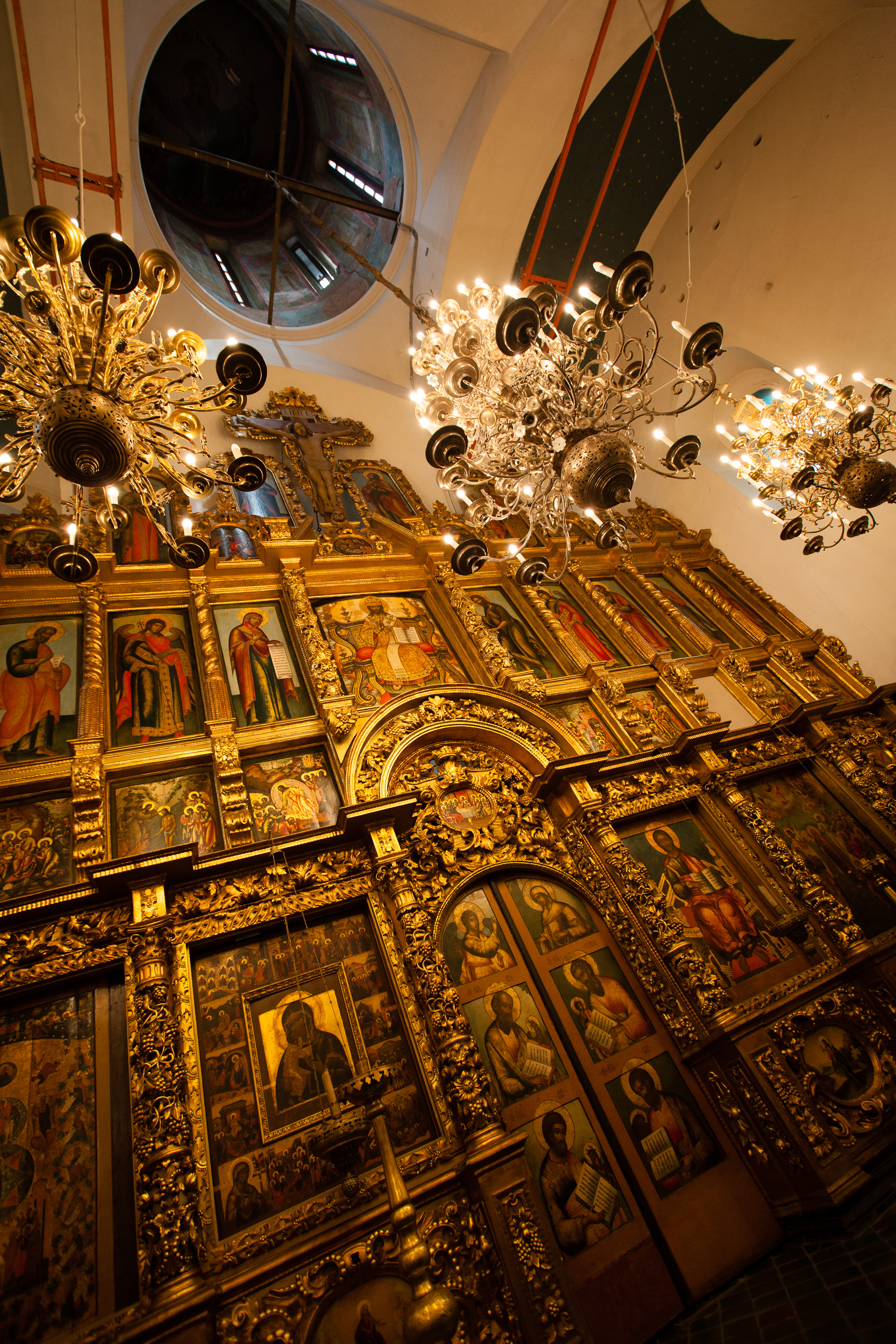
Ikonostas chrámu Dvanácti apoštolů